# Urepel
Urepel é uma comuna francesa na região administrativa da Nova Aquitânia, no departamento dos Pirenéus Atlânticos. Estende-se por uma área de 26,67 km². Em 2010 a comuna tinha 287 habitantes (densidade: 10,8 hab./km²).